# Итоговый турнир WTA 2013 (квалификация)

## Квалификация
Квалификация на этот турнир происходит по итогам чемпионской гонки WTA.

### Одиночный турнир

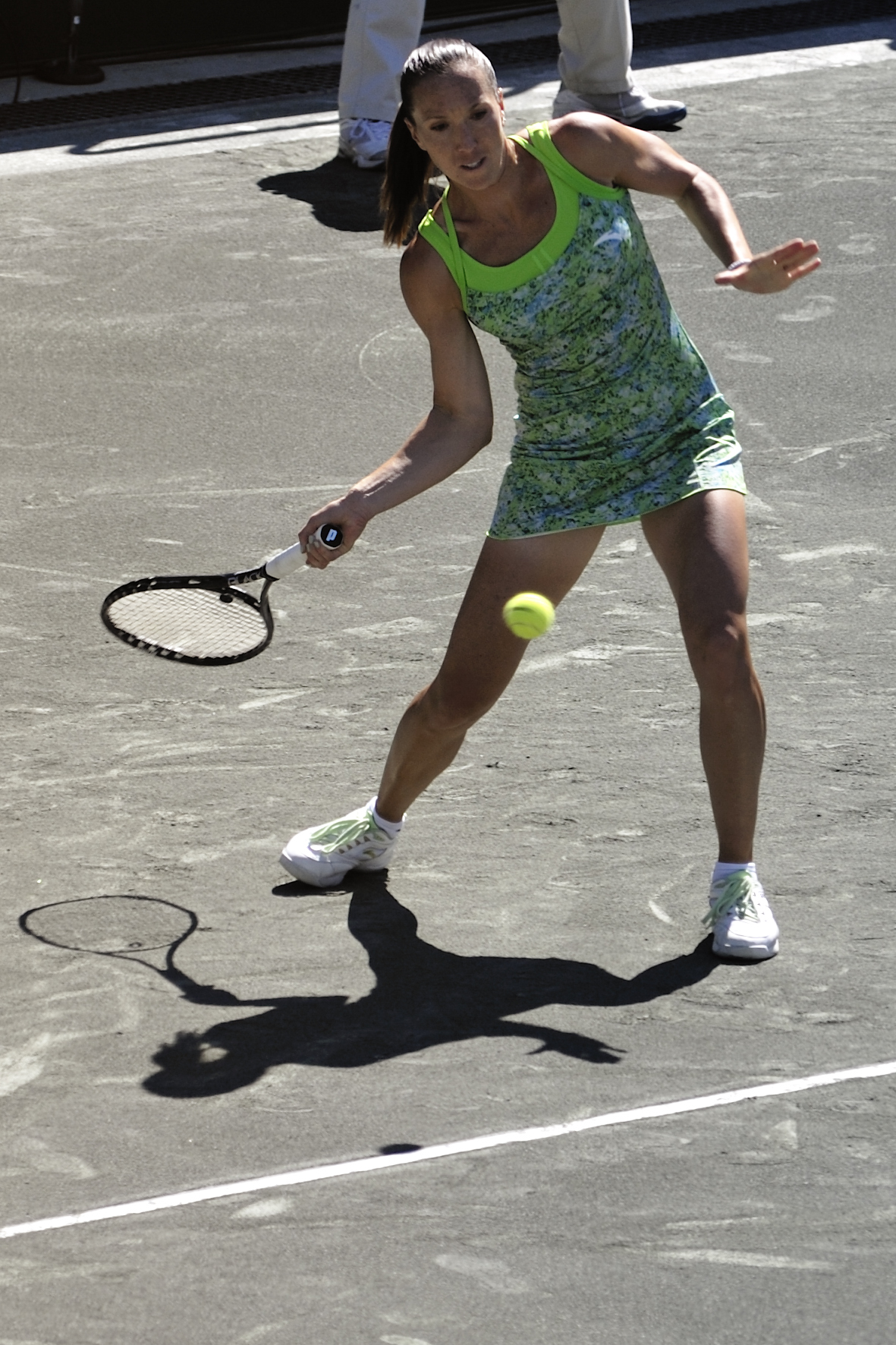
Елена Янкович из Сербии сыграла на Итоговом турнире впервые с 2010 года.

Золотистым цветом выделены теннисистки, отобравшиеся на Итоговый турнир года в Стамбуле. 
 Серебристым — запасные на турнире в Стамбуле. 
| Рейтинг Чемпионской гонки 2013 года. | Рейтинг Чемпионской гонки 2013 года. | Рейтинг Чемпионской гонки 2013 года. | Рейтинг Чемпионской гонки 2013 года. |
| #                                    | Теннисистка                          | Очки                                 | Турниры                              |
| ------------------------------------ | ------------------------------------ | ------------------------------------ | ------------------------------------ |
| 1                                    | Серена Уильямс                       | 12 040                               | 16(14)                               |
| 2                                    | Виктория Азаренко                    | 7 676                                | 15(13)                               |
| 3                                    | Мария Шарапова                       | 5 891                                | 14(10)                               |
| 4                                    | Агнешка Радваньская                  | 5 890                                | 20                                   |
| 5                                    | Ли На                                | 5 120                                | 17(14)                               |
| 6                                    | Петра Квитова                        | 4 370                                | 22                                   |
| 7                                    | Сара Эррани                          | 4 190                                | 21                                   |
| 8                                    | Елена Янкович                        | 3 860                                | 19                                   |
| 9                                    | Анжелика Кербер                      | 3 715                                | 21(20)                               |
| 10                                   | Каролина Возняцки                    | 3 520                                | 23                                   |
| 11                                   | Слоан Стивенс                        | 3 185                                | 22                                   |

* — Все обязательные турниры в рейтинге учитываются как сыгранные.
* — В скобках указано фактическое количество сыгранных турниров (неофициальные данные).
Мария Шарапова снялась до начала турнира из-за травмы.
В число участников одиночного турнира помимо 8 игроков основной сетки включают также двоих запасных.

### Парный турнир
| Рейтинг Чемпионской гонки 2013 года. | Рейтинг Чемпионской гонки 2013 года. | Рейтинг Чемпионской гонки 2013 года. | Рейтинг Чемпионской гонки 2013 года. |
| #                                    | Команда                              | Очки                                 | Турниры                              |
| ------------------------------------ | ------------------------------------ | ------------------------------------ | ------------------------------------ |
| 1                                    | Роберта Винчи Сара Эррани            | 7615                                 | 14                                   |
| 2                                    | Пэн Шуай Се Шувэй                    | 6455                                 | 13                                   |
| 3                                    | Надежда Петрова Катарина Среботник   | 6155                                 | 14                                   |
| 4                                    | Елена Веснина Екатерина Макарова     | 5971                                 | 10                                   |

## Участницы турнира

### Одиночный турнир
- Серена Уильямс:
Американка провела один лучших сезонов в своей карьере: проведя 77 матчей в одиночном разряде она выиграла 10 титулов и позволила себе проиграть лишь четыре матча: дважды — Виктории Азаренко (в финалах крупных турниров в Дохе и Цинциннати) и ещё два на турнирах Большого шлема (в четвертьфинале Australian Open её остановила Слоан Стивенс, а в четвёртом круге Уимблдона — Сабина Лисицки). Из десятка титулов два пришлись на турниры Большого шлема: впервые с 2002 года Серена победила на Roland Garros, а позже Уильямс добавила к своему списку трофеев пятый одиночный титул на US Open.
Отрыв от конкуренток по качеству результатов оказался таков, что уже в конце сентября американка обеспечила себе лидерство в рейтинге по итогам календарного года.[1]

- Виктория Азаренко:
Белорусская спортсменка начинала год лидером, но постепенно её обошла сначала Серена Уильямс, а затем и Мария Шарапова, восполнив неудачи прошлого сезона. Азаренко как могла пыталась соответствовать их уровню, но всё более частый проблемы со здоровьем заставляли её пропускать много турниров и часто сниматься с матчей; при этом своё первое поражение Виктория потерпела лишь в начале мая — на турнире в Мадриде. Во второй половине сезона проблемы со здоровьем удалось в какой-то момент свести к минимуму, а благодаря трём финалам во время US Open Series белорусская спортсменка вернула себе второе место в рейтинге и уверенно закрепилась на нём. Однако осенью, во время азиатского отрезка календаря, результаты вновь резко упали: на крупных турнирах в Токио и Пекине Азаренко оступилась уже в первых раундах.

- Агнешка Радваньская:
Как и Виктория, Агнешка весьма результативно начала год, впервые проиграв лишь на третьем турнире. В дальнейшем полька немного сбавила в результатах, но продолжала держать определённую высокую стабильность результатов, позволив себе несколько ранних поражений лишь во время грунтовой серии, когда у неё наблюдались небольшие проблемы с плечом.[2] На Уимблдоне Агнешка выиграла ключевой матч за четвёртую строчку в рейтинге у Ли На, сохранив за собой эту позицию вплоть до итогового соревнования.

- Ли На:
Китаянка также удачно начала год, выиграв домашний турнир в Шэньчжэне и едва не отметившись победой на Australian Open. где она долгое время переигрывала в финале Азаренко, но после нескольких падений потеряла инициативу в матче и уступила титульный матч. Полученные в том матче проблемы со стопой[3] заставили затем Ли пропустить несколько недель и вернуться к соревнованиям лишь в середине марта. Вернувшись На быстро смогла набрать неплохую игровую форму, отметившись четвертьфиналом в Майами и финалом в Штутгарте, но затем китаянка не слишком удачно удачно провела отрезок сезона на открытых грунтовых кортах, растеряв всё преимущество перед соперницами, полученное в начале года. С травяного сезона всё постепенно стало вновь выправляться в нужную сторону: Ли сыграла в четвертьфинале Уимблдона, затем дошла до трёх полуфиналов крупных турниров во время северо-американского хардового сезона, а завершила регулярный сезон четвертьфиналом домашнего супертурнира в Пекине.

- Петра Квитова:
Чешка долгое время не числилась в списке претенденток на участие в Итоговом соревновании, в начале года отметившись удачными результатами лишь во время ближневосточной связки турниров, а на прочих соревнованиях проигрывая на довольно ранних стадиях. Неудачная серия постепенно была переломлена и выйдя сначала в четвертьфинал Уимблдона, а затем отметившись в финале в Нью-Хэйвене и Токио, а затем выйдя в полуфинал на супертурнире в Пекине Квитова смогла не только сохранить за собой место в Top10 рейтинга, но и подняться на шестое место чемпионской гонки и отобраться на Итоговое соревнование.

- Сара Эррани:
Итальянка обеспечила себе место на Итоговом турнире стабильностью результатов в первой половине сезона. Без побед над лидерами рейтинга она добралась в этот период до финалов в Париже и Дубае, сыграла в четвертьфиналах супертурниров в Дохе, Индиан-Уэллсе и Майами, в полуфиналах — в Мадриде, Риме и на Roland Garros. Во второй половине сезона результативность заметно упала, но набранного запаса хватило для седьмой строчки чемпионской гонки.

- Елена Янкович:
Сербка в конце сезона-2012 в какой-то момент испытывала проблемы даже с попаданием в посев на турнирах Большого шлема, но в этом году смогла резко выправить ситуацию: в феврале она результативно съездила в Колумбию, где выиграла первый за долгое время титул WTA и набрала достаточную уверенность в своих силах, чтобы потом сначала вернуться в Top20, а затем добраться и до восьмой строчки рейтинга.
В марте-апреле Елена сначала добралась до полуфинала супертурнира в Майами, а затем вышла в финал в Чарлстоне. В мае Янкович сыграла в четвертьфиналах в Риме и на Roland Garros. затем сербка позволила себе небольшую неудачную серию, но к концу лета она вновь вернулась к лучшей форме, дойдя до полуфинала в Цинциннати и четвёртого круга на US Open. К осени Елена вошла в плотную группу, борющуюся за 7-9 места в чемпионской гонке, а выйдя в начале октября в финал супертурнира в Пекине сербка смогла подняться на восьмую строчку этой классификации и отобраться на Итоговый турнир.

- Анжелика Кербер:
Немка сбавила в сезоне-2013 и должна была стать первой запасной участницей стамбульского соревнования, но отказ Марии Шараповой предоставил Анжелике дополнительный шанс.
Кербер стабильно отыграла весь сезон, но качество результатов было несколько хуже чем годом ранее и даже девятое место в чемпионской гонке стало результатом сверхусилий в конце сезона, когда немка сначала сыграла в четвёртом круге на US Open, затем вышла в финал супертурнира в Токио, потом сыграла в четвертьфинале чуть более статусного соревнования в Пекине и завершила отрезок регулярного сезона титулом на полудомашнем призе в Линце.

### Парный турнир

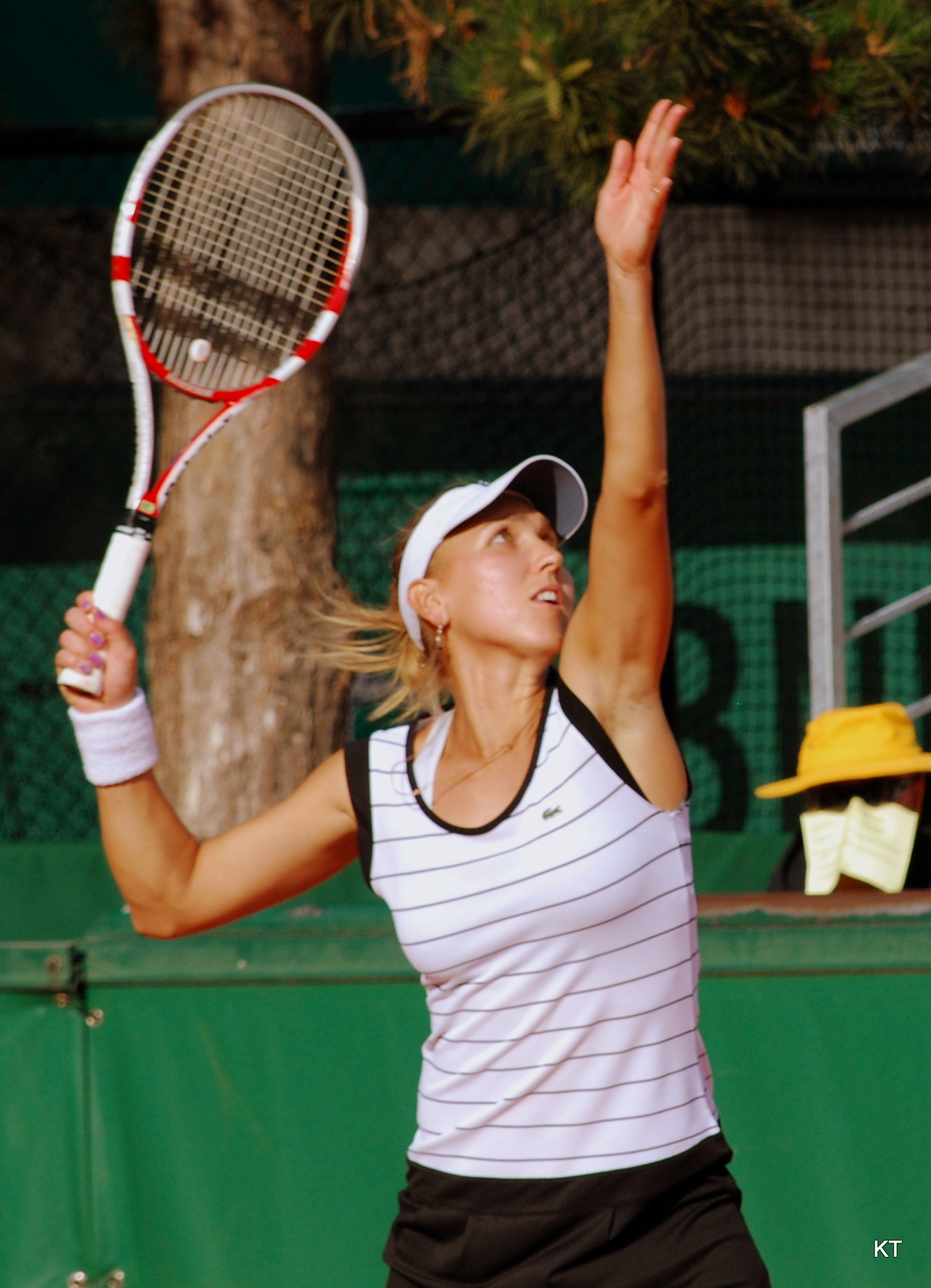
Дебютантка парного турнира — Елена Веснина из России.

- Сара Эррани / Роберта Винчи:
Итальянская пара второй год не знала себе сильнейших на этом уровне. Основной задел вновь был сделан в первой половине сезона, когда Сара и Роберта сыграли все свои шесть финалов турниров WTA, одержав в них три победы. В январе Эррани и Винчи сделали третий шаг к карьерному Большому шлему, победив на Australian Open.

- Се Шувэй / Пэн Шуай:
Китайский дуэт ранее уже блистал на этом уровне, но в 2013 году Се и Пэн смогли качественно улучшить свои результаты, начав показывать неплохие результаты не только на соревнованиях регулярного тура. На Уимблдоне альянс воспользовался удачной сеткой и выиграл первый для каждой теннисистки турнир Большого шлема (Шувэй, при этом, принесла дебютный подобный титул представительницам Тайваня. Нестабильность конкуренток, вкупе с собственными неплохими результатами, подняли китаянок к концу года на вторую строчку чемпионской гонки.

- Надежда Петрова / Катарина Среботник:
Российско-словенский дуэт стал единственной парой, отобравшейся на Итоговый приз, кто за год ни разу не выиграл турнир Большого шлема. Надежда и Катарина долгое время за счёт общей качественной стабильности результатов держались на втором месте чемпионской гонки, немного уступая итальянкам, но после Уимблдона Надежда из-за болей в бедре[4] сыграла лишь два турнира, однако набранного в первой половине года запаса хватило, чтобы удержаться в четвёрке.

- Елена Веснина / Екатерина Макарова:
Российский дуэт продолжил эволюционное развитие в сезоне-2013, переместившись с шестой на четвёртую строчку в чемпионской гонке. Елена и Екатерина выиграли оба своих финала в регулярном сезоне, победив на крупном турнире в Индиан-Уэллсе и на Roland Garros (для Весниной это был четвёртый финал на турнирах Большого шлема и впервые она завоевала титул). Осенью у Макаровой обострились проблемы с кистью и она не без труда смогла восстановиться лишь к старту Итогового соревнования.[5]

## Отказы от участия в турнире

### Одиночный турнир
- Мария Шарапова:
Россиянко долгое время являлась одним из лидеров тура, не испытывая никаких проблем со здоровьем и уступая в качестве результатов лишь Серене Уильямс. За первые пять с половиной месяцев года Мария сыграла восемь турниров и лишь на одном проиграла раньше полуфинала, завоевав два титула и в восьмой раз сыграв в решающем матче на турнире Большого шлема (на Roalnd Garros). Вскоре, однако, всё переменилось — после раннего поражения на Уимблдоне последовали перестановки в тренерском штабе,[6] а вскоре обострились застарелые проблемы с плечом, из-за чего Шарапова уже после приза в Цинциннати завершила игровой год.[7]